# Hadersdorf-Kammern
Hadersdorf-Kammern là một thị xã thuộc huyện Krems-Land trong bang Niederösterreich.